# Далматов, Константин Дмитриевич
Константин Дмитриевич Далматов (1850 — после 1910) — русский коллекционер-этнограф.

## Биография
Родился 6 апреля 1850 года[по какому календарю?] в семье лесничего Дмитрия Яковлевича Далматова и его второй жены, Юлии Алексеевны.
Получил военное образование. С 1871 года служил в Министерстве государственных имуществ. В 1883 году в чине титулярного советника вышел в отставку. В том же году женился на Акилине Минтьевне Петуховой — «девица из крестьян, перечисленная в мещанки г. Вятки».
Собрал богатейшую коллекцию старинных и новейших кружев, вышивок, меток, тканей и т. п., как русских, так и украинских, чувашских, мордовских, даже удмуртских, марийских и других, дающих понятие о национальном орнаменте этих народностей; часть её (3000 экземпляров) была приобретена в 1891 году Министерством финансов для Строгановского училища технического рисования в Москве, другая (1500 экз.) в 1900 году Русским музеем для своего этнографического отдела.
В период 1882—1900 годов Далматов издал семь альбомов узоров для меток, вышивания, кружев, а также устроил пять выставок по этой тематике; свою коллекцию он использовал для составления узоров для выпиливания и вышивания, которые помещались в «Русском базаре», «Семье и Школе», «Ниве» и других изданиях. В 1889 году он выполнил, по атласу и полотну, узоры шёлком на тканях для отделки Русского зала в датском королевском парке Фреденсборг. Им был составлены сборники «Русские пословицы и поговорки, наиболее подходящие для украшения салфеток, скатертей, полотенец, русских и малороссийских нарядов, посуды и проч.» ([СПб.] : тип. А. М. Котомина и К°, ценз. 1882) и «Узоры стародавних украинских вышивок».
В 1900-е годы имел чин коллежского асессора. Жил и работал в Петербурге.